# Gran Premio di superbike di Misano Adriatico 2018
Il Gran Premio di superbike di Misano Adriatico 2018 è stato la nona prova su tredici del campionato mondiale Superbike 2018, disputato il 7 e 8 luglio sul Misano World Circuit Marco Simoncelli, in gara 1 ha visto la vittoria di Jonathan Rea davanti a Chaz Davies e Eugene Laverty, lo stesso pilota si è ripetuto anche in gara 2, davanti a Michael van der Mark e Marco Melandri.
La vittoria nella gara valevole per il campionato mondiale Supersport 2018 è stata ottenuta da Federico Caricasulo, mentre quella del campionato mondiale Supersport 300 è stata ottenuta da Manuel Bastianelli.

## Risultati

### Gara 1

#### Arrivati al traguardo
| Pos. | Nº | Pilota                | Squadra                  | Motocicletta      | Giri | Tempo     | Griglia | Punti |
| ---- | -- | --------------------- | ------------------------ | ----------------- | ---- | --------- | ------- | ----- |
| 1º   | 1  | Jonathan Rea          | Kawasaki Racing          | Kawasaki ZX-10RR  | 21   | 33'31.846 | 2º      | 25    |
| 2º   | 7  | Chaz Davies           | Aruba.it Racing - Ducati | Ducati Panigale R | 21   | +2.791    | 7º      | 20    |
| 3º   | 50 | Eugene Laverty        | Milwaukee Aprilia        | Aprilia RSV4 RF   | 21   | +3.700    | 3º      | 16    |
| 4º   | 60 | Michael van der Mark  | Pata Yamaha              | Yamaha YZF R1     | 21   | +4.921    | 11º     | 13    |
| 5º   | 66 | Tom Sykes             | Kawasaki Racing          | Kawasaki ZX-10RR  | 21   | +6.713    | 1º      | 11    |
| 6º   | 12 | Javier Forés          | Barni Racing             | Ducati Panigale R | 21   | +11.065   | 4º      | 10    |
| 7º   | 33 | Marco Melandri        | Aruba.it Racing - Ducati | Ducati Panigale R | 21   | +12.375   | 8º      | 9     |
| 8º   | 32 | Lorenzo Savadori      | Milwaukee Aprilia        | Aprilia RSV4 RF   | 21   | +12.995   | 5º      | 8     |
| 9º   | 2  | Leon Camier           | Red Bull Honda           | Honda CBR1000RR   | 21   | +13.840   | 10º     | 7     |
| 10º  | 36 | Leandro Mercado       | Orelac Racing VerdNatura | Kawasaki ZX-10RR  | 21   | +32.317   | 13º     | 6     |
| 11º  | 54 | Toprak Razgatlıoğlu   | Kawasaki Puccetti Racing | Kawasaki ZX-10RR  | 21   | +36.316   | 14º     | 5     |
| 12º  | 94 | Niccolò Canepa        | Yamaha Motor Europe      | Yamaha YZF R1     | 21   | +37.665   | 16º     | 4     |
| 13º  | 40 | Román Ramos           | GoEleven Kawasaki        | Kawasaki ZX-10RR  | 21   | +39.466   | 18º     | 3     |
| 14º  | 45 | Jacob Gagne           | Red Bull Honda           | Honda CBR1000RR   | 21   | +39.896   | 19º     | 2     |
| 15º  | 24 | Alessandro Andreozzi  | Guandalini Racing        | Yamaha YZF R1     | 21   | +48.461   | 21º     | 1     |
| 16º  | 99 | Patrick Jacobsen      | TripleM Honda            | Honda CBR1000RR   | 21   | +54.364   | 17º     |       |
| 17º  | 21 | Michael Ruben Rinaldi | Aruba.it Racing - Junior | Ducati Panigale R | 18   | +3 giri   | 20º     |       |
| 18º  | 81 | Jordi Torres          | MV Agusta Reparto Corse  | MV Agusta 1000 F4 | 17   | +4 giri   | 9º      |       |

#### Ritirati
| Nº | Pilota          | Squadra                | Motocicletta     | Giri | Griglia |
| -- | --------------- | ---------------------- | ---------------- | ---- | ------- |
| 22 | Alex Lowes      | Pata Yamaha            | Yamaha YZF R1    | 9    | 12º     |
| 68 | Yonny Hernández | Pedercini Racing       | Kawasaki ZX-10RR | 3    | 15º     |
| 76 | Loris Baz       | Gulf Althea BMW Racing | BMW S 1000 RR    | 1    | 6º      |

### Gara 2

#### Arrivati al traguardo
| Pos. | Nº | Pilota                | Squadra                  | Motocicletta      | Giri | Tempo     | Griglia | Punti |
| ---- | -- | --------------------- | ------------------------ | ----------------- | ---- | --------- | ------- | ----- |
| 1º   | 1  | Jonathan Rea          | Kawasaki Racing          | Kawasaki ZX-10RR  | 21   | 33'34.637 | 2º      | 25    |
| 2º   | 60 | Michael van der Mark  | Pata Yamaha              | Yamaha YZF R1     | 21   | +0.334    | 11º     | 20    |
| 3º   | 33 | Marco Melandri        | Aruba.it Racing - Ducati | Ducati Panigale R | 21   | +0.595    | 8º      | 16    |
| 4º   | 7  | Chaz Davies           | Aruba.it Racing - Ducati | Ducati Panigale R | 21   | +2.382    | 7º      | 13    |
| 5º   | 66 | Tom Sykes             | Kawasaki Racing          | Kawasaki ZX-10RR  | 21   | +4.535    | 1º      | 11    |
| 6º   | 22 | Alex Lowes            | Pata Yamaha              | Yamaha YZF R1     | 21   | +6.559    | 12º     | 10    |
| 7º   | 32 | Lorenzo Savadori      | Milwaukee Aprilia        | Aprilia RSV4 RF   | 21   | +7.193    | 5º      | 9     |
| 8º   | 50 | Eugene Laverty        | Milwaukee Aprilia        | Aprilia RSV4 RF   | 21   | +9.972    | 3º      | 8     |
| 9º   | 76 | Loris Baz             | Gulf Althea BMW Racing   | BMW S 1000 RR     | 21   | +13.874   | 6º      | 7     |
| 10º  | 2  | Leon Camier           | Red Bull Honda           | Honda CBR1000RR   | 21   | +14.047   | 10º     | 6     |
| 11º  | 21 | Michael Ruben Rinaldi | Aruba.it Racing - Junior | Ducati Panigale R | 21   | +26.003   | 20º     | 5     |
| 12º  | 54 | Toprak Razgatlıoğlu   | Kawasaki Puccetti Racing | Kawasaki ZX-10RR  | 21   | +28.886   | 14º     | 4     |
| 13º  | 94 | Niccolò Canepa        | Yamaha Motor Europe      | Yamaha YZF R1     | 21   | +33.758   | 16º     | 3     |
| 14º  | 45 | Jacob Gagne           | Red Bull Honda           | Honda CBR1000RR   | 21   | +34.751   | 19º     | 2     |
| 15º  | 40 | Román Ramos           | GoEleven Kawasaki        | Kawasaki ZX-10RR  | 21   | +36.892   | 18º     | 1     |
| 16º  | 68 | Yonny Hernández       | Pedercini Racing         | Kawasaki ZX-10RR  | 21   | +36.983   | 15º     |       |
| 17º  | 36 | Leandro Mercado       | Orelac Racing VerdNatura | Kawasaki ZX-10RR  | 21   | +56.465   | 13º     |       |

#### Ritirati
| Nº | Pilota               | Squadra                 | Motocicletta      | Giri | Griglia |
| -- | -------------------- | ----------------------- | ----------------- | ---- | ------- |
| 99 | Patrick Jacobsen     | TripleM Honda           | Honda CBR1000RR   | 19   | 17º     |
| 24 | Alessandro Andreozzi | Guandalini Racing       | Yamaha YZF R1     | 15   | 21º     |
| 12 | Javier Forés         | Barni Racing            | Ducati Panigale R | 2    | 4º      |
| 81 | Jordi Torres         | MV Agusta Reparto Corse | MV Agusta 1000 F4 | 2    | 9º      |

### Supersport

#### Arrivati al traguardo
| Pos. | Nº  | Pilota                   | Squadra                          | Motocicletta     | Giri | Tempo     | Griglia | Punti |
| ---- | --- | ------------------------ | -------------------------------- | ---------------- | ---- | --------- | ------- | ----- |
| 1º   | 64  | Federico Caricasulo      | GRT Yamaha                       | Yamaha YZF R6    | 19   | 31'20.416 | 1º      | 25    |
| 2º   | 3   | Raffaele De Rosa         | MV Agusta Reparto Corse by Vamag | MV Agusta F3 675 | 19   | +1.423    | 4º      | 20    |
| 3º   | 11  | Sandro Cortese           | Kallio Racing                    | Yamaha YZF R6    | 19   | +3.869    | 5º      | 16    |
| 4º   | 16  | Jules Cluzel             | NRT                              | Yamaha YZF R6    | 19   | +7.052    | 2º      | 13    |
| 5º   | 21  | Randy Krummenacher       | Bardahl Evan Bros.               | Yamaha YZF R6    | 19   | +13.581   | 3º      | 11    |
| 6º   | 13  | Anthony West             | EAB antwest Racing               | Kawasaki ZX-6R   | 19   | +15.746   | 10º     | 10    |
| 7º   | 111 | Kyle Smith               | CIA Landlord Insurance Honda     | Honda CBR600RR   | 19   | +16.275   | 8º      | 9     |
| 8º   | 60  | Lorenzo Gabellini        | G.A.S. Racing                    | Yamaha YZF R6    | 19   | +28.743   | 14º     | 8     |
| 9º   | 78  | Hikari Ōkubo             | Kawasaki Puccetti Racing         | Kawasaki ZX-6R   | 19   | +29.068   | 9º      | 7     |
| 10º  | 86  | Ayrton Badovini          | MV Agusta Reparto Corse by Vamag | MV Agusta F3 675 | 19   | +29.522   | 21º     | 6     |
| 11º  | 42  | Marco Bussolotti         | Rosso Corsa                      | Yamaha YZF R6    | 19   | +31.440   | 12º     | 5     |
| 12º  | 6   | Corentin Perolari        | GMT94 Yamaha                     | Yamaha YZF R6    | 19   | +31.877   | 20º     | 4     |
| 13º  | 47  | Rob Hartog               | Hartog - Against Cancer          | Kawasaki ZX-6R   | 19   | +32.853   | 23º     | 3     |
| 14º  | 81  | Luke Stapleford          | Profile Racing                   | Yamaha YZF R6    | 19   | +35.103   | 24º     | 2     |
| 15º  | 38  | Hannes Soomer            | Racedays                         | Honda CBR600RR   | 19   | +36.900   | 15º     | 1     |
| 16º  | 63  | Davide Stirpe            | Extreme Racing Bardahl           | MV Agusta F3 675 | 19   | +44.856   | 16º     |       |
| 17º  | 56  | Péter Sebestyén          | CIA Landlord Insurance Honda     | Honda CBR600RR   | 19   | +44.870   | 18º     |       |
| 18º  | 93  | Roberto Mercandelli      | Scuderia Improve - Firenze Motor | Honda CBR600RR   | 19   | +44.901   | 17º     |       |
| 19º  | 65  | Michael Canducci         | Rosso e Nero                     | Yamaha YZF R6    | 19   | +45.083   | 26º     |       |
| 20º  | 77  | Wayne Tessels            | Chromeburner Wayne's Racingteam  | Kawasaki ZX-6R   | 19   | +1'04.453 | 29º     |       |
| 21º  | 34  | Javier Ezequiel Iturrioz | GoEleven Kawasaki                | Kawasaki ZX-6R   | 19   | +1'13.352 | 32º     |       |
| 22º  | 74  | Jaimie van Sikkelerus    | Gemar Team Lorini                | Honda CBR600RR   | 19   | +1'18.246 | 33º     |       |
| 23º  | 15  | Alfonso Coppola          | GRT Yamaha                       | Yamaha YZF R6    | 19   | +1'27.667 | 22º     |       |

#### Ritirati
| Nº  | Pilota            | Squadra                        | Motocicletta        | Giri | Griglia |
| --- | ----------------- | ------------------------------ | ------------------- | ---- | ------- |
| 10  | Nacho Calero      | Orelac Racing VerdNatura       | Kawasaki ZX-6R      | 13   | 28º     |
| 32  | Sheridan Morais   | Kawasaki Puccetti Racing       | Kawasaki ZX-6R      | 12   | 11º     |
| 88  | Christian Stange  | GoEleven Kawasaki              | Kawasaki ZX-6R      | 11   | 34º     |
| 84  | Loris Cresson     | Kallio Racing                  | Yamaha YZF R6       | 10   | 25º     |
| 43  | Stefano Valtulini | Pleo Racing                    | Kawasaki ZX-6R      | 8    | 7º      |
| 36  | Thomas Gradinger  | NRT                            | Yamaha YZF R6       | 7    | 13º     |
| 35  | Stefan Hill       | Profile Racing                 | Triumph Daytona 675 | 4    | 30º     |
| 97  | Richard Bodis     | Nordfilm Packaging SSP Hungary | Kawasaki ZX-6R      | 2    | 31º     |
| 144 | Lucas Mahias      | GRT Yamaha                     | Yamaha YZF R6       | 2    | 6º      |
| 22  | Eemeli Lahti      | Sterkman Motorsport by HRP     | Suzuki GSX-R600     | 0    | 19º     |
| 19  | Alex Baldolini    | Gemar Team Lorini              | Honda CBR600RR      | 0    | 27º     |

### Supersport 300

#### Arrivati al traguardo
| Pos. | Nº | Pilota                | Squadra                                  | Motocicletta       | Giri | Tempo     | Griglia | Punti |
| ---- | -- | --------------------- | ---------------------------------------- | ------------------ | ---- | --------- | ------- | ----- |
| 1º   | 51 | Manuel Bastianelli    | Prodina Ircos                            | Kawasaki Ninja 400 | 13   | 24'31.956 | 13º     | 25    |
| 2º   | 88 | Mika Pérez            | Kawasaki ParkinGO                        | Kawasaki Ninja 400 | 13   | +0.036    | 9º      | 20    |
| 3º   | 81 | Manuel González       | Pertantina Almeria BCD Junior Team by MS | Yamaha YZF-R3      | 13   | +0.112    | 4º      | 16    |
| 4º   | 19 | Luca Bernardi         | Team Trasimeno                           | Yamaha YZF-R1      | 13   | +0.352    | 6º      | 13    |
| 5º   | 43 | Luca Grünwald         | Freudenberg KTM                          | KTM RC 390 R       | 13   | +0.870    | 17º     | 11    |
| 6º   | 69 | María Herrera         | BCD Yamaha MS Racing                     | Yamaha YZF-R3      | 13   | +0.933    | 14º     | 10    |
| 7º   | 55 | Galang Hendra Pratama | Biblion Yamaha Motoxracing               | Yamaha YZF-R3      | 13   | +1.240    | 1º      | 9     |
| 8º   | 41 | Jan-Ole Jähnig        | Freudenberg KTM Junior                   | KTM RC 390 R       | 13   | +1.579    | 20º     | 8     |
| 9º   | 20 | Dorren Loureiro       | DS Junior                                | Kawasaki Ninja 400 | 13   | +1.622    | 3º      | 7     |
| 10º  | 2  | Ana Carrasco          | DS Junior                                | Kawasaki Ninja 400 | 13   | +1.730    | 16º     | 6     |
| 11º  | 96 | Imanuel Putra Pratna  | Terra e Moto                             | Yamaha YZF-R3      | 13   | +1.847    | 27º     | 5     |
| 12º  | 14 | Enzo de la Vega       | GP Project                               | Kawasaki Ninja 400 | 13   | +2.449    | 15º     | 4     |
| 13º  | 39 | Omar Bonoli           | Team Trasimeno                           | Yamaha YZF-R3      | 13   | +2.535    | 12º     | 3     |
| 14º  | 64 | Hugo De Cancellis     | Toth - Yart                              | Yamaha YZF-R3      | 13   | +3.165    | 30º     | 2     |
| 15º  | 65 | Jacopo Facco          | Biblion Yamaha Motoxracing               | Yamaha YZF-R3      | 13   | +3.360    | 21º     | 1     |
| 16º  | 79 | Tomás Alonso          | Samurai-YART Racing                      | Yamaha YZF-R3      | 13   | +8.123    | 31º     |       |
| 17º  | 54 | Filippo Fuligni       | GRT Yamaha                               | Yamaha YZF-R1      | 13   | +13.752   | 22º     |       |
| 18º  | 44 | Samuel Lochoff        | Samurai Racing                           | Kawasaki Ninja 400 | 13   | +19.718   | 38º     |       |
| 19º  | 3  | Tom Toparis           | Motoport Kawasaki                        | Kawasaki Ninja 400 | 13   | +21.662   | 33º     |       |
| 20º  | 13 | Dino Iozzo            | Racedays                                 | Honda CBR500R      | 13   | +25.239   | 35º     |       |
| 21º  | 28 | Dennis Koopman        | GRT Yamaha                               | Yamaha YZF-R3      | 13   | +25.523   | 24º     |       |
| 22º  | 97 | Maximilian Kappler    | Freudenberg KTM                          | KTM RC 390 R       | 13   | +27.841   | 32º     |       |
| 23º  | 5  | Ryan Vos              | KTM Fortron Racing                       | KTM RC 390 R       | 13   | +47.019   | 25º     |       |
| 24º  | 78 | Joseph Foray          | ETG Racing                               | Kawasaki Ninja 400 | 13   | +47.020   | 37º     |       |
| 25º  | 7  | Nicola Settimo        | Scuderia Maranga Racing                  | Honda CBR500R      | 13   | +47.287   | 36º     |       |
| 26º  | 71 | Tom Edwards           | Nutec - Benjan - Kawasaki                | Kawasaki Ninja 400 | 13   | +53.439   | 28º     |       |
| 27º  | 58 | Trystan Finocchiaro   | Scuderia Maranga Racing                  | Honda CBR500R      | 13   | +57.823   | 40º     |       |
| 28º  | 62 | Jarod Schultz         | Team Trasimeno                           | Yamaha YZF-R3      | 13   | +1'02.639 | 39º     |       |
| 29º  | 48 | Thomas Brianti        | KTM Fortron Racing                       | KTM RC 390 R       | 13   | +1'17.751 | 5º      |       |

#### Ritirati
| Nº | Pilota                    | Squadra                            | Motocicletta       | Giri | Griglia |
| -- | ------------------------- | ---------------------------------- | ------------------ | ---- | ------- |
| 33 | Daniel Valle              | BCD Yamaha MS Racing               | Yamaha YZF-R3      | 10   | 7º      |
| 27 | Filippo Rovelli           | Kawasaki ParkinGO                  | Kawasaki Ninja 400 | 10   | 26º     |
| 75 | Scott Deroue              | Motoport Kawasaki                  | Kawasaki Ninja 400 | 8    | 2º      |
| 12 | Ali Adriansyah Rusmiputro | Petramina Almeria BCD by MS Racing | Yamaha YZF-R3      | 8    | 23º     |
| 15 | Glenn van Straalen        | KTM Fortron Racing                 | KTM RC 390 R       | 5    | 18º     |
| 93 | Walid Khan                | Nutec - Benjan - Kawasaki          | Kawasaki Ninja 400 | 5    | 29º     |
| 30 | Daniel Blin               | Toh - Yart                         | Yamaha YZF-R3      | 4    | 34º     |
| 17 | Koen Meuffels             | KTM Fortron Junior                 | KTM RC 390 R       | 3    | 11º     |
| 85 | Kevin Sabatucci           | ProGP Racing                       | Yamaha YZF-R3      | 1    | 10º     |
| 22 | Mykyta Kalinin            | GP Project                         | Kawasaki Ninja 400 | 1    | 8º      |
| 21 | Borja Sánchez             | ETG Racing                         | Kawasaki Ninja 400 | 1    | 19º     |